# 1998年日本

## 政府
- 天皇：明仁
- 內閣總理大臣：橋本龍太郎→小淵惠三

## 大事記
- 日本畿內的黑塚古墳（奈良縣天理市）出土大量銅鏡（三角邊獸鏡）。這些考古發現，有助令「古代邪馬台國位於畿內」之說更具可信性。

## 2月
- 2月7日：第18屆冬季奧運會在長野揭幕。

## 4月
- 俄國總統葉爾辛訪問日本，雙方達成川奈合意。[1]
- 4月5日：明石海峽大橋完工通車。
- 4月7日：庫洛魔法使動畫在NHK第二頻道首播。
- 4月8日：日本著名女歌手滨崎步在日本Avex trax唱片公司旗下，发行首张个人单曲《poker face》，正式开始其歌唱生涯。
- 4月27日：民主黨與民政黨、新黨友愛、民主改革聯合合併成民主黨。

## 7月
- 7月1日：Animax開播。
- 7月12日：舉行第18屆日本參議院議員通常選舉。
- 7月18日：神奇寶貝第一部劇場版《神奇寶貝劇場版：超夢的逆襲》上映。之後每年７月都有劇場版推出至今。
- 7月25日：和歌山毒咖哩事件。
- 7月30日：因日本參議院中期選舉慘敗，日本首相橋本龍太郎辭職，由小淵惠三接任。

## 10月
- 10月8日：韓國總統金大中訪問日本，發表日韓共同宣言。

## 11月
- 11月25日：中國國家主席江澤民訪問日本。
- 11月26日：發表《中日聯合宣言》。

## 出生
- 1月23日——坂田將吾，配音員
- 1月27日——上白石萌音，配音員、歌手。
- 11月29日——平野步夢，滑雪運動員。
- 11月30日——戶谷菊之介，配音員

## 逝世
- 5月2日——hide，歌手
- 5月19日——宇野宗佑，政治人物。曾任內閣總理大臣。
- 9月6日——黑澤明，電影導演。

## 1998年的漢字
1998年日本的漢字是「毒」，由於和歌山毒咖哩事件及其引發的多起模仿下毒犯罪；有毒物質二噁英的污染問題。